# Крашнишки окръг
Крашнишки окръг (на полски: Powiat kraśnicki) е окръг в Източна Полша, Люблинско войводство. Заема площ от 1005,30 км2. Административен център е град Крашник.

## География
Окръгът се намира в историческия регион Малополша. Разположен е в западната част на войводството.

## Население
Населението на окръга възлиза на 99 581 души (2012 г.). Гъстотата е 99 души/км2.

## Административно деление
Административно окръгът е разделен на 10 общини.
Градска община:
- Крашник

Градско-селска община:
- Община Аннопол

Селски общини:
- Община Вилколаз
- Община Гошчерадов
- Община Джежковице
- Община Дужи Тшидник
- Община Закшовек
- Община Крашник
- Община Ужендов
- Община Шастарка

## Фотогалерия
- Крашник
- Аннопол